# ブレット・ブラウン
ブレット・ウィリアム・ブラウン（Brett William Brown, 1961年2月16日 - ）はアメリカ合衆国メイン州サウスポートランド出身のプロバスケットボールコーチ。NBAサンアントニオ・スパーズのアシスタントコーチ。

## 経歴

### プレーヤー
メイン州のサウスポートランド高校でバスケットボールを始め、父親のボブ・ブラウンがヘッドコーチを務めていたチームで、ガードとしてチームを率い29勝0敗の記録を作った。1979年に卒業しボストン大学に進学した。ここで卒業まで4年間プレーし、ジュニア、シニアでキャプテンを務め、1983年には、1959年以来となるNCAAトーナメント進出を果たした。

### コーチ

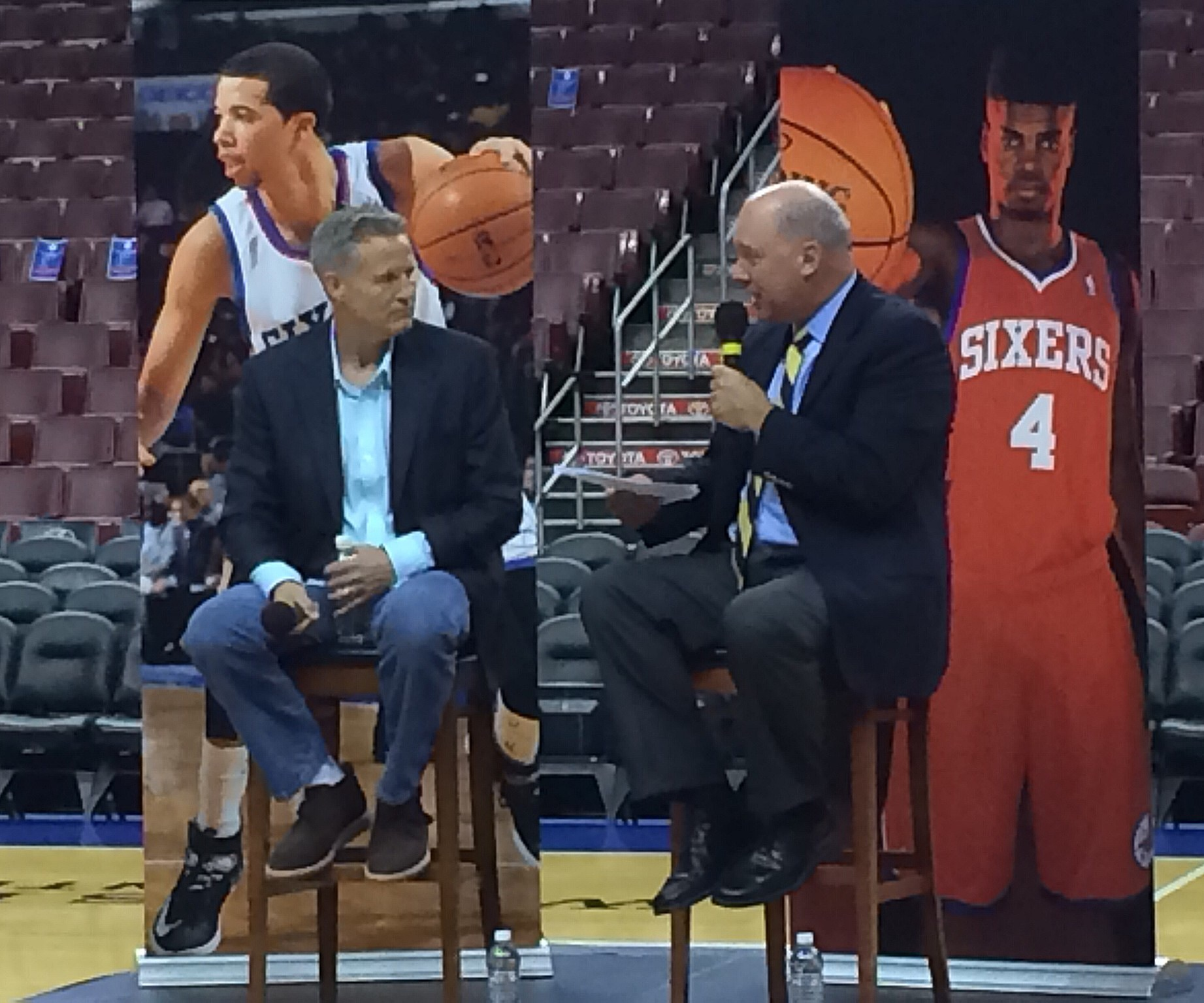
2014年球団行事でのブラウン

#### カレッジ
ボストン大学卒業後は、AT&Tで営業職をしながら、母校のアシスタントコーチを務めた。

#### NBL
1988年から、オーストラリアに渡り、プロリーグNBLのメルボルン・タイガースで、オーストラリアとFIBA両方で殿堂入りを果たしているリンゼイ・ガズの下、アシスタントコーチを務めた後、1993年からノースメルボルン・ジャイアンツでヘッドコーチを務め、1994年の優勝により、NBL年間コーチ賞を獲得した。2000年から2002年にスパーズに再加入するまでシドニー・キングスでヘッドコーチを務め、NBL通算143勝を挙げた。

#### NBA
2002年からNBA、サンアントニオ・スパーズのアシスタント/選手育成コーチを務め、2006-2007年のシーズンを前にアシスタントコーチとしてベンチ入りし、この年のNBA制覇に貢献した。スパーズでは、1998-1999年にR・C・ビュフォードに雇われ球団運営会社のスタッフを務めた経歴がある。その後、シドニー・キングスでヘッドコーチを務めるためスパーズを一旦離れ、2002年に戻っている。選手育成コーチ時代には、その後スパーズのビッグ・スリーを担うこととなる2001年入団のトニー・パーカー、2002年入団のマヌ・ジノビリらの育成にも貢献している。
グレッグ・ポポヴィッチヘッドコーチの下、長年、スパーズの強さを支えて来たことを認められ、2013年にフィラデルフィア・セブンティシクサーズの24代目のヘッドコーチに就任した。ここでも新人育成の手腕を発揮し、2013-2014シーズンには、ドラフト11位指名からマイケル・カーター＝ウィリアムスを新人王へと導いている。ヘッドコーチ就任以降、チームの成績こそリーグ下位に苦しんでいるものの、ナーレンズ・ノエル、ジャーリール・オカフォー、T・J・マコーネルなど粘り強く若手選手を育成してきた手腕が評価され、2015年12月12日にシクサーズと2018-2019シーズンまでの契約に合意した。
2022年7月30日、スパーズのアシスタントコーチに復帰した。

#### オーストラリア代表
2009年から2012年までオーストラリアナショナルチームのヘッドコーチを務め、パティ・ミルズ、アンドリュー・ボーガットらを指揮した。

## ヘッドコーチ記録

### NBA
| チーム                                 | シーズン | G   | W   | L   | W–L% | シーズン結果        | PG | PW | PL | PW–L% | 最終結果               |
| -------------------------------------- | -------- | --- | --- | --- | ---- | ------------------- | -- | -- | -- | ----- | ---------------------- |
| フィラデルフィア・セブンティシクサーズ | 2013–14  | 82  | 19  | 63  | .232 | アトランティック5位 | —  | —  | —  | —     | プレーオフ不出場       |
| フィラデルフィア・セブンティシクサーズ | 2014–15  | 82  | 18  | 64  | .220 | アトランティック4位 | —  | —  | —  | —     | プレーオフ不出場       |
| フィラデルフィア・セブンティシクサーズ | 2015–16  | 82  | 10  | 72  | .122 | アトランティック5位 | —  | —  | —  | —     | プレーオフ不出場       |
| フィラデルフィア・セブンティシクサーズ | 2016–17  | 82  | 28  | 54  | .341 | アトランティック4位 | —  | —  | —  | —     | プレーオフ不出場       |
| フィラデルフィア・セブンティシクサーズ | 2017–18  | 82  | 52  | 30  | .634 | アトランティック3位 | 10 | 5  | 5  | .500  | カンファレンスセミ敗退 |
| フィラデルフィア・セブンティシクサーズ | 2018–19  | 82  | 51  | 31  | .622 | アトランティック2位 | 12 | 7  | 5  | .583  | カンファレンスセミ敗退 |
| フィラデルフィア・セブンティシクサーズ | 2019–20  | 73  | 43  | 30  | .589 | アトランティック3位 | 4  | 0  | 4  | .000  | ファーストラウンド敗退 |
| Total                                  | Total    | 565 | 221 | 344 | .391 |                     | 26 | 12 | 14 | .462  |                        |

### NBL
| チーム                         | シーズン                       | G   | W   | L   | W–L% | シーズン結果 | PG | PW | PL | PW–L% | 最終結果               |
| ------------------------------ | ------------------------------ | --- | --- | --- | ---- | ------------ | -- | -- | -- | ----- | ---------------------- |
| ノースメルボルン・ジャイアンツ | 1993 NBLシーズン               | 29  | 14  | 15  | .483 | 8th          | 3  | 1  | 2  | .333  | Lost in Quarter Finals |
| ノースメルボルン・ジャイアンツ | 1994 NBLシーズン               | 33  | 25  | 8   | .758 | 1位          | 7  | 6  | 1  | .857  | NBL優勝                |
| ノースメルボルン・ジャイアンツ | 1995 NBLシーズン               | 34  | 23  | 11  | .676 | 2位          | 8  | 5  | 3  | .625  | ファイナル敗退         |
| ノースメルボルン・ジャイアンツ | 1996 NBLシーズン               | 28  | 15  | 13  | .536 | 7位          | 2  | 0  | 2  | .000  | 準々決勝敗退           |
| ノースメルボルン・ジャイアンツ | 1997 NBLシーズン               | 35  | 20  | 15  | .571 | 3位          | 5  | 2  | 3  | .400  | 準決勝敗退             |
| ノースメルボルン・ジャイアンツ | 1998 NBLシーズン               | 30  | 9   | 21  | .300 | 11位         | —  | —  | —  | —     | プレーオフ不出場       |
| ノースメルボルン・ジャイアンツ | ノースメルボルン・ジャイアンツ | 189 | 106 | 83  | .561 |              | 25 | 14 | 11 | .560  | 1×NBL優勝              |
| シドニー・キングス             | 2000–01NBLシーズン             | 31  | 18  | 13  | .581 | 5位          | 3  | 1  | 2  | .333  | 準々決勝敗退           |
| シドニー・キングス             | 2001–02 NBLシーズン            | 30  | 14  | 16  | .467 | 7位          | —  | —  | —  | —     | プレーオフ不出場       |
| シドニー・キングス             | シドニー・キングス             | 61  | 32  | 29  | .525 |              | 3  | 1  | 2  | .333  | —                      |
| Total                          | Total                          | 250 | 138 | 112 | .552 |              | 28 | 15 | 13 | .536  | 1×NBL優勝              |